# دونكان سويفت
دونكان سويفت (بالإنجليزية: Duncan Swift)‏ هو عازف جاز وعازف بيانو بريطاني، ولد في 21 فبراير 1943، وتوفي في 8 أغسطس 1997.